# 11. marts
11. marts er dag 70 i året i den gregorianske kalender (dag 71 i skudår). Der er 295 dage tilbage af året.
Dagens navn er Thala.

### Begivenheder
Født - Dødsfald
- 1513 - Leo 10. vælges til ny pave.
- 1676 - Den magtfulde rigskansler Peder Schumacher Griffenfeld arresteres og indsættes i Kastellet under anklage for bestikkelse og højforræderi.
- 1682 - Fredericia (Frederiksodde) får særlige rettigheder, som giver fremmede i byen religionsfrihed.
- 1810 - Napoleon Bonaparte ægter - ved fuldmagt - ærkehertuginde Marie Louise, datter af den østrigske kejser Frans 1..
- 1845 - Maorier på New Zealand går til angreb på den britiske kolonimagt.
- 1944 - Medlemmerne af Hvidstengruppen arresteres.
- 1971 - SAS' første Jumbojet lander i Kastrup Lufthavn.
- 1975 - De første 1000-kronesedler sættes i omløb.
- 1979 - Forfatteren Vita Andersen tildeles De Gyldne Laurbær.
- 1980 - Nationalistlederen Robert Mugabe danner regering i Zimbabwe.
- 1982 - Efter længere tids uro fyrer det LO-ejede Det Nye Demokraten 13 af bladets 14 journalister.
- 1983 - Donald Maclean, en af de engelske spioner fra gruppen Cambridge Four, begraves i Moskva.
- 1985 - Michail Gorbatjov blev generalsekretær for det sovjetiske kommunistparti.
- 1988 - I krigen mellem Iran og Irak erklæres våbenhvile.
- 1990 - Litauen bliver en selvstændig republik med musikprofessor Vytautas Landsbergis som præsident.
- 1998 - Poul Nyrup Rasmussen danner regering med det mindst muligt flertal som parlamentarisk grundlag.
- 2002 - Et flertal i Farum byråd peger på Peter Fuchs (V) som midlertidig borgmester hvis det lykkedes at suspendere borgmester Peter Brixtofte.
- 2004 - 198 mennesker omkommer og omkring 1400 bliver såret i en  serie terrorangreb i Madrid i Spanien
- 2004 - Tænketanken Center for Politiske Studier (CEPOS) stiftes i København af bl.a. tidligere forsvarsminister Bernt Johan Collet, tidligere statsminister Poul Schlüter, komponisten Bent Fabricius-Bjerre, forfatteren Henning Fonsmark og fodboldspilleren Michael Laudrup.
- 2008 -Endeavour bliver opsendt for at levere første modul af det japanske rumlaboratorium Kibō til Den Internationale Rumstation.
- 2009 - 17-årig dreng skyder 16 personer i en skolemassakre i Winnenden i Tyskland, hvorefter han skyder sig selv.
- 2011 - Jordskælvet ved Sendai 2011
- 2020 - Den danske regering lukker Danmark ned pga. coronaudbruddet. Alle skoler, uddannelsesinstitutioner samt mange offentlige arbejdspladser lukker ned.
- 2020 - WHO erklærer udbruddet af coronavirus for en pandemi.[1]

### Født
- 1819 - Henry Tate, grundlægger af Londons Tate Gallery.
- 1843 - Harald Høffding, dansk filosof (død 1931).
- 1879 - Niels Bjerrum, dansk kemiker (død 1958)
- 1885 - Malcolm Campbell, racerkører, som satte hastighedsrekord på land.
- 1899 - Frederik 9., dansk konge (død 1972).
- 1916 - Harold Wilson, engelsk premierminister (død 1995).
- 1920 - Nicolaas Bloembergen, hollandsk-amerikansk fysiker (død 2017).
- 1940 - Ove Weiss, dansk redaktør.
- 1943 - Per Bentzon Goldschmidt, dansk skuespiller og musiker (død 2013).
- 1947 - Peter Elsass, professor og chefpsykolog.
- 1952 - Douglas Noël Adams, britisk forfatter (død 2001).
- 1955 - Nina Hagen, tysk singer-songwriter
- 1958 - Flemming Rose, journalist.
- 1962 - Mary Gauthier, amerikansk singer-songwriter
- 1964 - Jakob Riis, dansk komponist og musiker.
- 1965 - Lotte Arnsbjerg, dansk skuespillerinde.
- 1971 - Johnny Knoxville, amerikansk skuespiller og stuntmand.
- 1976 - Thomas Gravesen, dansk fodboldspiller og provokatør.
- 1978 - Didier Drogba, ivoriansk fodboldspiller.
- 1988 - Fábio Coentrão, portugisisk fodboldspiller
- 1989 - Anton Jeltjin, amerikansk skuespiller (død 2016).
- 1991 - Jack Rodwell, engelsk fodboldspiller.
- 1992 - Carl Valentin, dansk politiker.

### Dødsfald
- 1870 - Moshoeshoe I, basothohøvding i Lesotho (født 1786).
- 1926 – Siener van Rensburg, boerprofet (født 1862).
- 1955 - Alexander Fleming, skotsk bakteriolog og opdager af penicillinet (født 1881).
- 1957 - Richard Byrd, amerikansk polarforsker.
- 1958 - Ole Kirk Christiansen, dansk grundlægger (født 1891).
- 1965 - James Reeb, amerikansk Unitarpræst (født 1927) - snigmyrdet.
- 2002 - Erhardt Jacobsen, dansk politiker (født 1917).
- 2003 - Ivar Hansen, folketingsformand (født 1938).
- 2006 - Slobodan Milošević, Serbiens tidligere præsident (født 1941).
- 2010 - Hans van Mierlo, hollandsk politiker (født 1931).
- 2012 - Gösta Schwarck, dansk komponist og erhvervsmand (født 1915).
- 2016 – Iolanda Balaș, rumænsk højdespringer (født 1936).